# پارک طبیعی سیرا کانینس د گوارا
پارک طبیعی سیرا کانینس د گوارا (به اسپانیایی: Parque natural de la Sierra y los Cañones de Guara) یک منطقهٔ مسکونی در اسپانیا است که در آراگون واقع شده‌است.